# 旌节花附丝壳
旌节花附丝壳（学名：Appendiculella stachyuri）是属于小煤炱目小煤炱科附丝壳属的一种真菌，寄生在旌节花属植物上。该种分布于中国。